# Mango Protocol
Mango Protocol ist ein unabhängiger Entwickler und Publisher von Computerspielen aus dem spanischen Barcelona. Sie sind bekannt für ihre sogenannten „psychotischen Abenteuer“ – die Adventures MechaNika und Agatha Knife.

## Geschichte
Mango Protocol wurde 2013 von Mariona Valls Porta und Javier Galvez Guerrero gegründet. Porta hat an der Universität Barcelona einen Abschluss in Bildender Kunst und Guerrero einen Abschluss in Telekommunikationstechnik und Videospielentwicklung. Ende 2013 schlossen sie sich zusammen, um ihre eigenen Geschichten durch Videospiele zu kreieren. Porta kümmert sich um alle visuellen Aspekte der Spielerstellung, während Guerrero für das Design und die Programmierung zuständig ist.
Zusammen mit Jordi Garcia Cuesta entwickelten sie zwei Prototypen für den Global Game Jam. Im Jahr 2014 entwickelten sie Causeffect und im Jahr 2015 Magnet Arena. Für ihr erstes kommerzielles Spiel, MechaNika, steuerte Guillem Vilamala Serrano Musik zum Spiel bei, während Adam Giles Levy es vom Spanischen ins Englische übersetzte. Das Spiel wurde am 16. Juli 2015 veröffentlicht und später ins Französische, Deutsche und Russische übersetzt.
Im Oktober 2015 trat Jordi Garcia Cuesta offiziell dem Team bei, um bei der Entwicklung von Spielen zu helfen. Ein Jahr später, im Oktober 2016, erweiterte sich das Team um Èric Verdalet Arnó als Programmierer und Carmen Vidal González als Animatorin. Ihr zweites Spiel Agatha Knife ist ein Prequel ihres ersten Spiels und wurde am 27. April 2017 veröffentlicht.

## Spiele
- 2015: MechaNika
- 2017: Hell Snails
- 2017: Agatha Knife
- 2019: Snack Route
- 2020: Colossus Down
- 2024: CLeM

## Auszeichnungen
Im Jahr 2015 gewann MechaNika den Preis für das beste Handyspiel bei den Three Headed Monkey Awards, einem Videospielwettbewerb, der Studentenprojekten und neuen unabhängigen Studios Aufmerksamkeit verschaffen soll. Außerdem wurde es für den Indie Burger Developer Award 2016 in der Kategorie „We want a sequel“ sowie für die 8. Spanish Video Games Industry Awards nominiert.